# Negreira
Negreira – gmina w Hiszpanii, w prowincji A Coruña, w Galicji, o powierzchni 115,1 km². W 2011 roku gmina liczyła 7079 mieszkańców.
Miasto jest ważnym miejscem przystankowym dla pielgrzymów zmierzających z Santiago de Compostela do Finisterre.